# The Columbiad

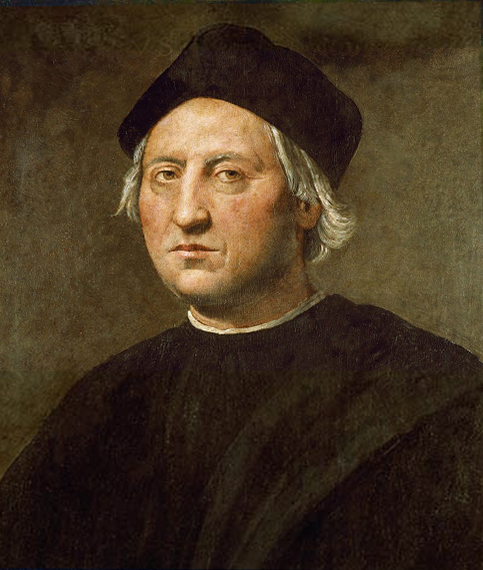
Ridolfo Ghirlandaio, portret Krzysztofa Kolumba

The Columbiad (Kolumbiada) – epos amerykańskiego poety Joela Barlowa (1754–1812), jeden z pierwszych obszernych poematów epickich w literaturze Stanów Zjednoczonych, który w zamyśle autora miał się stać epopeją narodową Amerykanów. Utwór ma charakter proroczej wizji, jakiej doświadcza przebywający w więziennej celi Krzysztof Kolumb. Przepowiednie dotyczą dalszych dziejów świata, a zwłaszcza odkrytej przez niego dla Europejczyków Ameryki.

## Charakterystyka ogólna

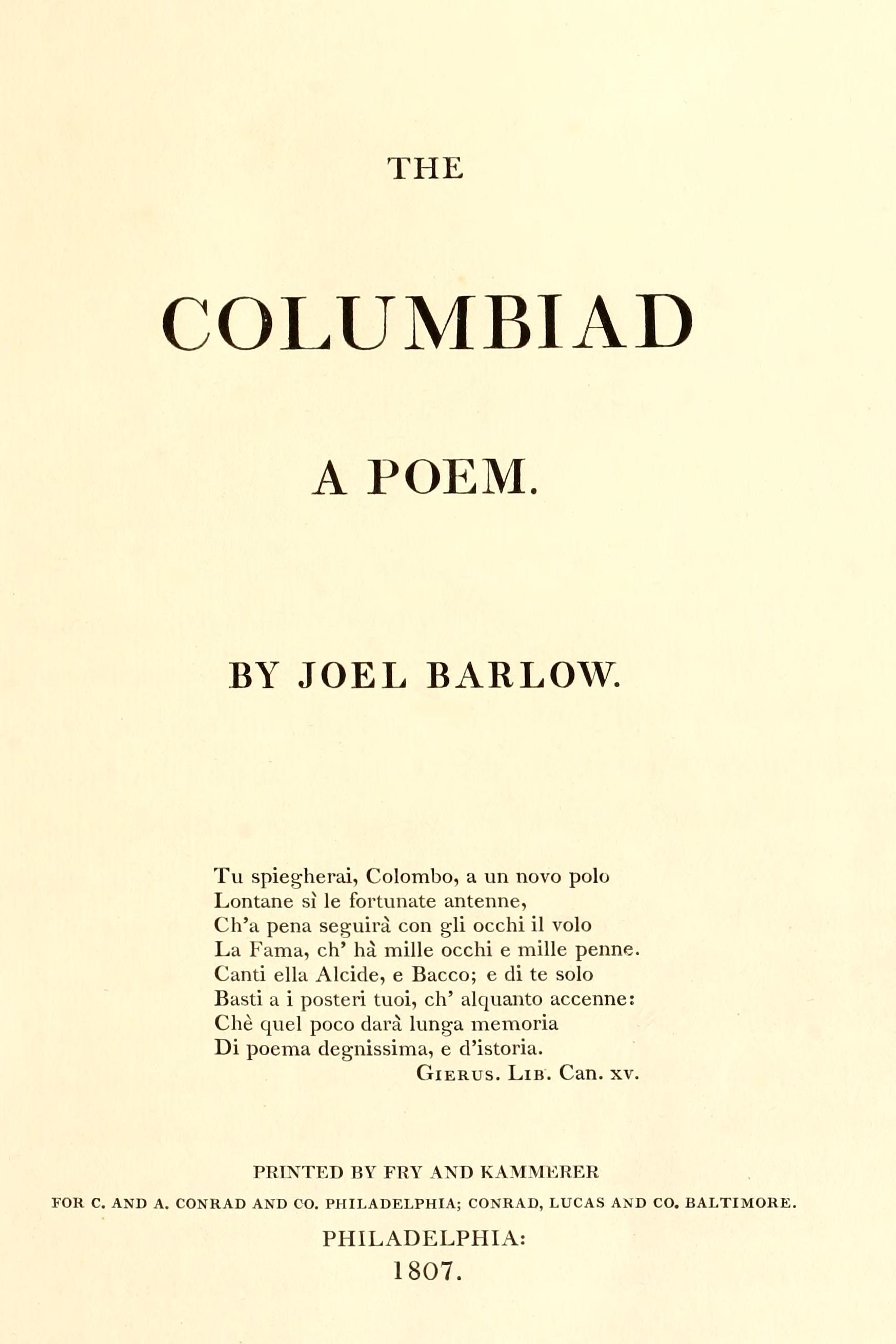
Strona tytułowa pierwszego pełnego wydania eposu The Columbiad z 1807

W 1787 roku Joel Barlow, amerykański prawnik i poeta (zmarły w polskim Żarnowcu), wydał poemat zatytułowany Vision of Columbus. Po dwudziestu latach opublikował jego poszerzoną wersję The Columbiad, nawiązującą  swoim tytułem do wielkich dzieł europejskiej poezji epickiej jak Iliada Homera albo Luzjady Luísa de Camõesa. Edycja z 1807 roku była wydarzeniem bezprecedensowym w historii Stanów Zjednoczonych, bowiem dzieło to jako pierwsze w tym kraju opublikowano w wersji luksusowej. Wydrukowano prawie tysiąc egzemplarzy, a koszt druku i oprawy wyniósł około dziesięciu tysięcy dolarów, co było sumą ogromną. Poszczególne kopie były sprzedawane za nie mniej niż dwadzieścia dolarów, dlatego tylko ludzie majętni mogli sobie pozwolić na nabycie tej książki.
Kolumbiada jest dziełem obszernym. Składa się z dziesięciu ksiąg. Aluzję do znacznych rozmiarów poematu poczynił Edgar Allan Poe w jednym ze swoich esejów. Kolumbiada była zdecydowanie najbardziej popularnym dłuższym utworem amerykańskim swojego czasu. Dzieło Barlowa jest w ogóle jednym z pierwszych długich dzieł literatury amerykańskiej, obok poematu Timothy’ego Dwighta The Conquest of Canaan (Zdobycie Kanaanu) z roku 1784.

## Autor

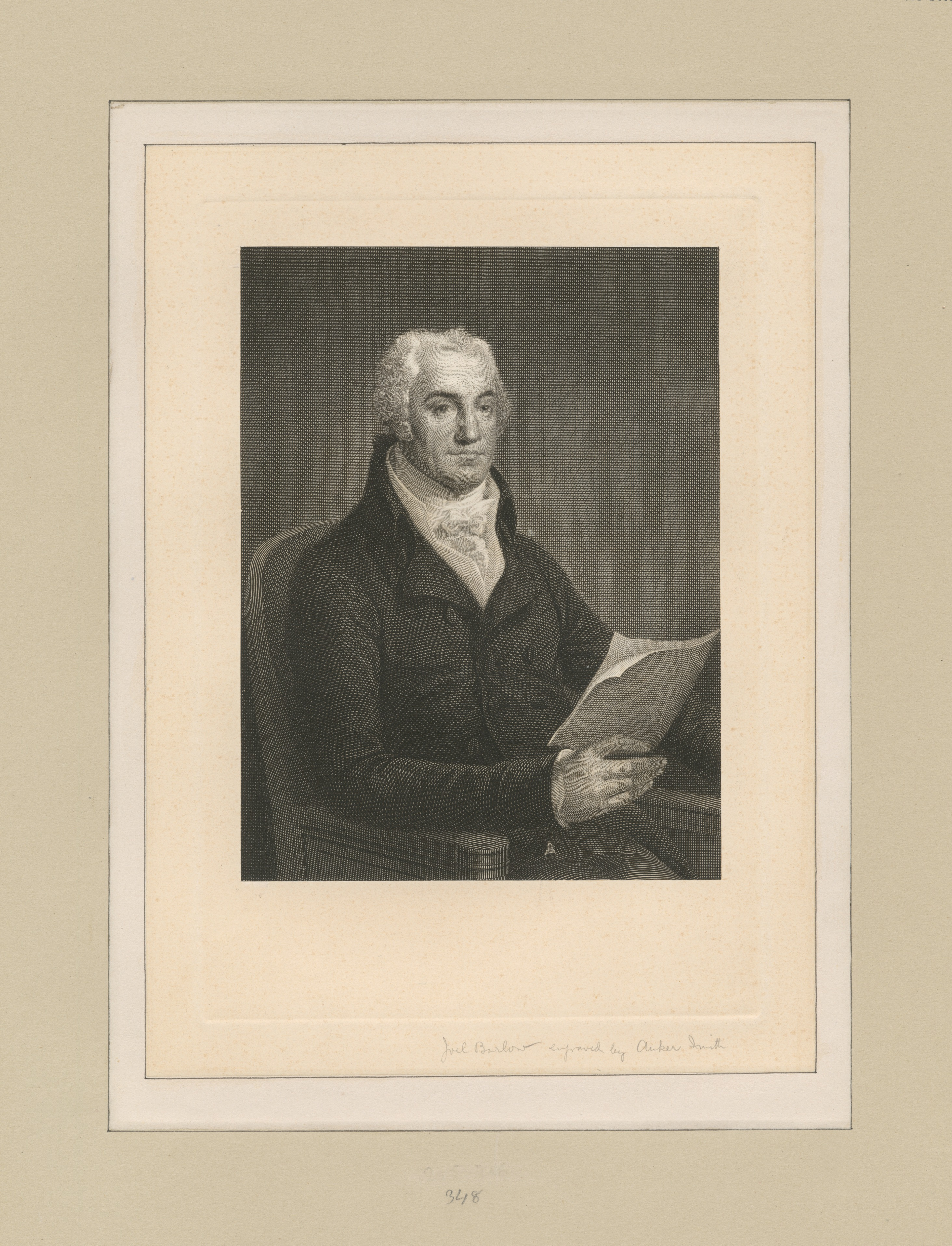
Joel Barlow

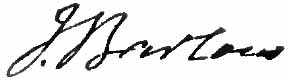
Podpis Joela Barlowa

Barlow był prawnikiem, politykiem, dyplomatą, amerykańskim patriotą i przede wszystkim poetą. Na ziemiach polskich znalazł się właśnie jako przedstawiciel dyplomatyczny, w trakcie podróży do Wilna, gdzie miał się spotkać z cesarzem Francuzów Napoleonem. Z powodu klęski armii cesarskiej nad Berezyną do spotkania jednak nie doszło. Uważał się za predestynowanego do napisania amerykańskiej epopei narodowej i zamierzał dać młodemu narodowi dzieło na miarę arcydzieł Starego Kontynentu. Utwór jest jednym z pierwszych dzieł, które mówią o Nowym Świecie i prowadzącym do niego Atlantyku.

## Forma

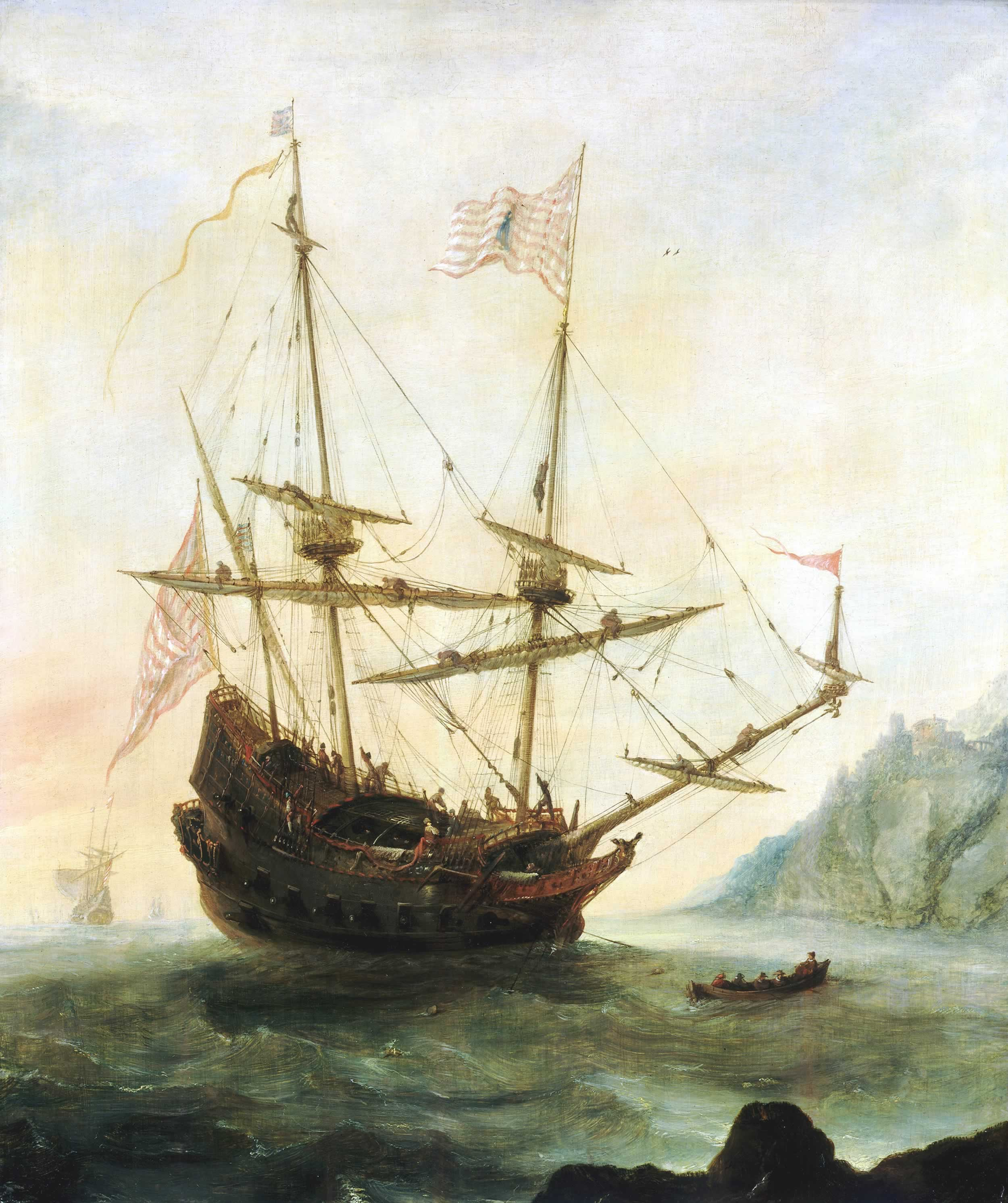
Santa Maria, flagowy statek Krzysztofa Kolumba

Epos Joela Barlowa o Kolumbie został napisany parzyście rymowanym pentametrem jambicznym, czyli dystychem bohaterskim (heroic couplet). Forma ta była bardzo popularna w poezji angielskiej okresu oświecenia. Występowała między innymi w twórczości Johna Drydena i Alexandra Pope’a. Jej tradycja jest jednak o wiele starsza i sięga Opowieści kanterberyjskich Geoffreya Chaucera.
Utwór rozpoczyna się tak, jak inne znane eposy:
I sing the Mariner who first unfurl'd
An eastern banner o'er the western world,
And taught mankind where future empires lay
In these fair confines of descending day;
Who sway'd a moment, with vicarious power,
Iberia's sceptre on the new found shore,
Then saw the paths his virtuous steps had trod
Pursued by avarice and defiled with blood,
The tribes he foster'd with paternal toil
Snatch'd from his hand, and slaughter'd for their spoil.

## Styl

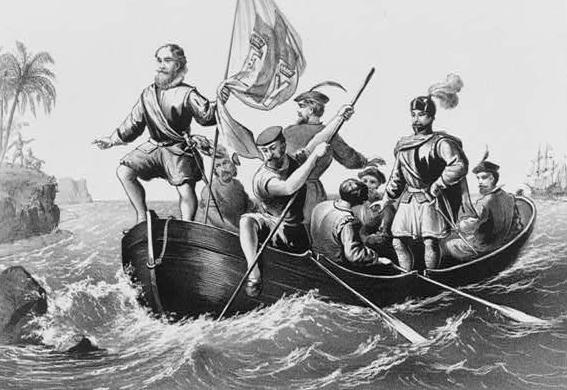
Krzysztof Kolumb przybywa do Ameryki

Joel Barlow starał się nadać swojemu dziełu charakter podniosły. Używał wielu nowych słów, zapożyczeń, lub wyrazów starych, ale nigdy nie używanych często.
There lies the path thy future sons shall trace,
Plant here their arts, and rear their vigorous race:
A race predestined, in these choice abodes,
To teach mankind to tame their fluvial floods,
Retain from ocean, as their work requires,
These great auxiliars, raised by solar fires,
Force them to form ten thousand roads, and girth
With liquid belts each verdant mound of earth,
To aid the colon's as the carrier's toil,
To drive the coulter, and to fat the soil,
Learn all mechanic arts, and oft regain
Their native hills in vapor and in rain.
W niektórych miejscach poeta stosuje aliterację, jak w powyższym fragmencie To teach mankind to tame their fluvial floods albo The northern tribes a later stock may boast,/A race descended from the Asian coast/High in the Arctic, where Anadir glides,/A narrow strait the impinging worlds divides. Innego przykładu konsekwentnej aliteracji dostarcza następująca para wersów: Wandering and wild, from sire to son they stray,/A thousand ages, scorning every sway.

## Temat
Poemat Joela Barlowa jest dziełem z jednej strony o Krzysztofie Kolumbie jako człowieku i odkrywcy, zaś z drugiej utworem o Ameryce jako Nowym Świecie. Żeglarza przedstawiono jako tego, który przeniósł cywilizację europejską na drugą półkulę, nowego Eneasza, rozpoczynającego historię od początku. Narracja jest prowadzona w formie wizji. Przebywającemu w więzieniu Kolumbowi ukazuje się anioł Hesper, czyli Guardian Genius, opiekuńczy duch Ameryki, który roztacza przed nim panoramę przeszłych dziejów świata i Stanów Zjednoczonych.
His feverish pulse, slow laboring thro his frame,
Feeds with scant force its fast expiring flame;
A far dim watch-lamp's thrice reflected beam
Throws thro his grates a mist-encumber'd gleam,
Paints the dun vapors that the cell invade,
And fills with spectred forms the midnight shade;
When from a visionary short repose,
That nursed new cares and temper'd keener woes,
Columbus woke, and to the walls addrest
The deep felt sorrows bursting from his breast:

## Opinie krytyki

Obelisk upamiętniający Joela Barlowa na cmentarzu parafialnym w Żarnowcu

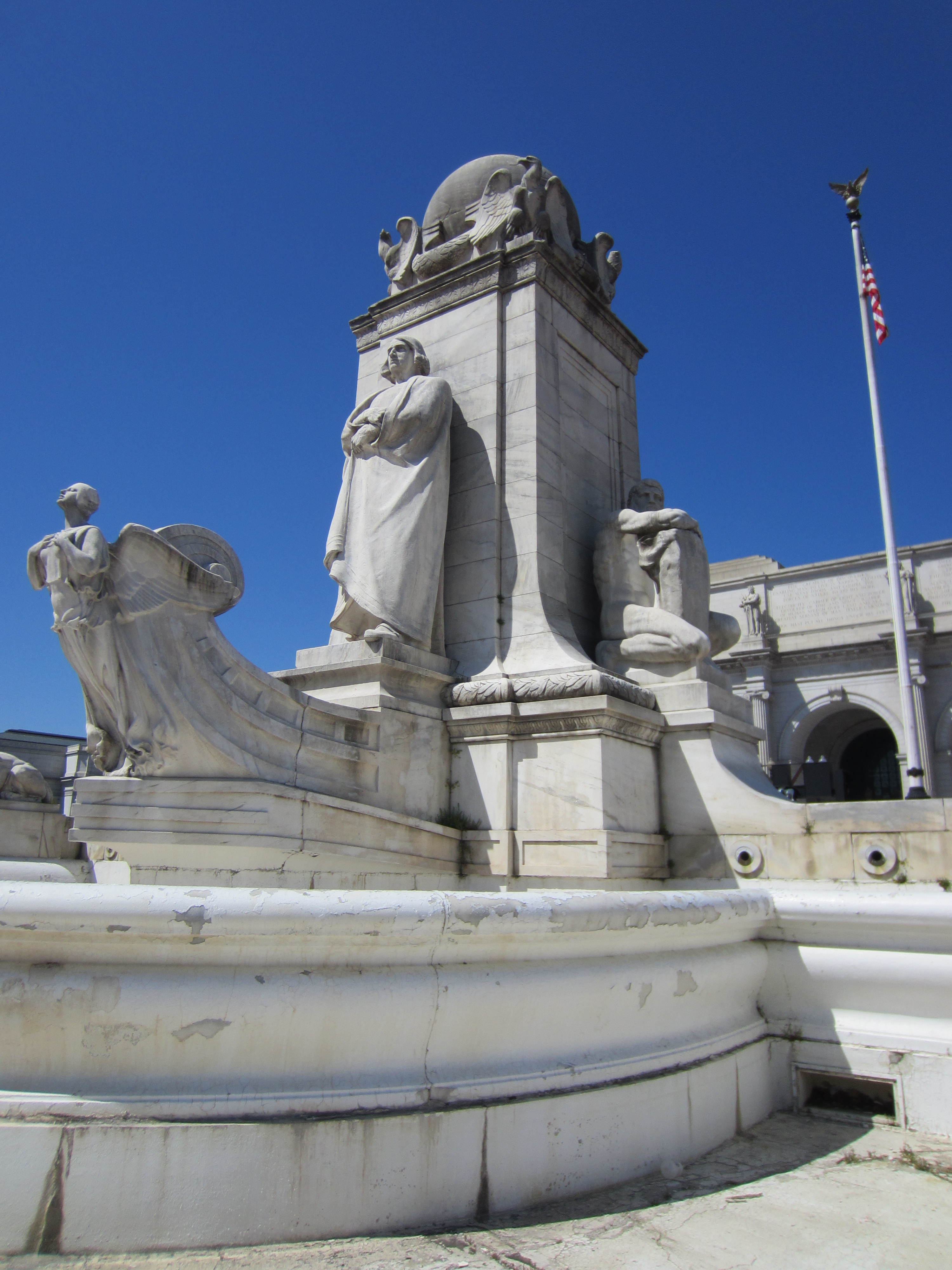
Fontanna Kolumba w Waszyngtonie

Nie wszyscy krytycy byli dobrego zdania o poemacie Joela Barlowa. Recenzent w The Edinburgh Review napisał w 1810 roku: Mr Barlow, we are afraid, will not be the Homer of his country. W innej recenzji, zamieszczonej w The London Review pod redakcją Richarda Cumberlanda, krytyce zostały poddane porównania i metafory, zastosowane przez autora. Jej autor napisał: His comparisions have neither the beauty of a simile, nor the clearness of an illustration. (...) His personifications are generally incorect, and his metaphors confused.. Niekiedy poemat Barlowa ocenia się jako największą porażkę w historii literatury Stanów Zjednoczonych. W każdym razie dzieła Henry’ego Wadswortha Longfellowa, zwłaszcza Pieśń o Hiawacie, przyćmiły utwór Barlowa. Niektórzy uważają, że porażka Kolumbiady jest dowodem na to, że w literaturze amerykańskiej epopeja, przynajmniej wierszowana, nie jest możliwa.
Epos Joela Barlowa nie został przełożony w całości na język polski. W Polsce epos, mimo związku autora z tym krajem i ogólnej sympatii dla Stanów Zjednoczonych, nie wzbudził większego zainteresowania. Istnieje tylko tłumaczenie drobnego fragmentu dzieła.